# كايو مارسيلو
كايو مارسيلو هو لاعب كرة قدم برازيلي في مركز الدفاع، ولد في 14 مارس 1998 في ريو دي جانيرو في البرازيل. لعب مع أورلاندو بيراتس.

## وصلات خارجية
- كايو مارسيلو على موقع قاعدة بيانات كرة القدم.إي يو (الإنجليزية)
- كايو مارسيلو على موقع Soccerway.com (الإنجليزية)